# Adam Morrison
Adam John Morrison (Glendive, 19 luglio 1984) è un ex cestista e allenatore di pallacanestro statunitense.

## Carriera
Morrison decide di dichiararsi eleggibile per il Draft NBA 2006, venendo scelto alla terza chiamata assoluta dai Charlotte Bobcats dietro ai soli Andrea Bargnani e LaMarcus Aldridge.
Il prodotto di Gonzaga dimostra rendimento alterno nella prima stagione NBA, accumulando discreti score realizzativi fuori casa, mentre fatica tra le mura amiche per via della pressione del pubblico di Charlotte. Comunque viene inserito nel secondo quintetto dei rookie concludendo la stagione a 11,8 punti di media, ma con scarse percentuali al tiro.
Il secondo anno di Morrison inizia con i peggiori auspici, un infortunio al ginocchio sinistro lo costringe a saltare tutta la stagione. Torna pronto per la stagione 2008-09, lo scarso feeling con la difesa lo costringe alla panchina per via del gioco del nuovo allenatore Larry Brown attento agli schemi difensivi. A stagione in corso viene scambiato assieme a Shannon Brown con i Los Angeles Lakers in cambio dell'ala serba Vladimir Radmanović. Morrison accumula poche presenze anche con la nuova maglia e non viene preso in considerazione da Phil Jackson per i play-off 2009. 
Alla fine della stagione 2009-10 i Lakers lo svincolano e firma con i Washington Wizards, ma viene tagliato dopo il training camp.
A settembre 2011, Morrison firma con la Stella Rossa, squadra che milita nella Lega adriatica. Dopo solo 8 partite, a novembre, sceglie di rescindere il contratto. Chiude la sua esperienza a Belgrado con 15,5 punti, 3,1 rimbalzi e 1,5 assist in 29 minuti per partita, risultando il miglior realizzatore della sua squadra.
A gennaio 2012 firma un contratto fino a fine stagione con la squadra turca del Beşiktaş. Lascia la squadra nell'aprile 2012 a causa dei pochi minuti giocati.
Nell'estate dello stesso anno partecipa alla NBA Summer League prima con i Brooklyn Nets, poi con i Los Angeles Clippers. Fa registrare discrete statistiche (20,0 punti, 5,0 rimbalzi, 1,0 assist e 30,0 minuti di media in 5 partite coi Clippers) e firma, in settembre, con i Portland Trail Blazers, partecipando al loro training camp. Subito prima dell'inizio della stagione viene però tagliato dopo aver ottenuto 3,2 punti e 1,4 rimbalzi di media nelle 5 partite di preseason.

## Caratteristiche tecniche, fisiche e la malattia
Ala piccola dotata di un grande tiro da tre punti, è un giocatore stile vintage per via di uno scarso atletismo, ma dotato di ottimi fondamentali. In virtù degli scarsi risultati ottenuti dopo la sua eccellente carriera universitaria e dopo essere stato selezionato come terza scelta assoluta ai Draft del 2006, Morrison è considerato uno dei più grandi "busts", ossia "bidoni", della NBA recente.
A parziale discolpa, Morrison gioca nonostante non abbia una forma fisica ottimale. A 13 anni Adam perse ben 14 chilogrammi, e quando nello stesso arco di tempo partecipò ad un ritiro per la sua futura università, Gonzaga, finì addirittura per ammalarsi. Lo stesso Adam raccontò poi di quel "tragico" camp: "Penso di essermi fatto un'unica tirata di tre giorni, mi sentivo male da cani. Non me la sentivo di giocare, non ce la facevo a fare nulla." Poco dopo, gli venne diagnosticato il diabete di tipo 1, diagnosi che Adam accolse sorprendentemente con forza. Si racconta che appena alla sua seconda somministrazione di insulina, Adam fermò l'infermiera chiedendole di insegnargli a farla da solo: "visto che dovrò farlo per il resto della mia vita, sarebbe meglio mostrarmi come si fa."
Tuttavia, la scoperta della malattia non sembrò influire sulla sua ascesa come superstar del basket scolastico. Addirittura, riuscì a portare la sua scuola alle finali di stato; nella gara finale, quella decisiva, Adam segnò ben 37 punti finendo in una forte ipoglicemia che lo portò vicino ad un collasso. La gara eroica di Adam non bastò per vincere la partita. Con il tempo, Adam ha imparato a gestire in modo ottimale la sua malattia in funzione della sua attività di cestista, per esempio mangiando esattamente gli stessi cibi agli stessi orari nei giorni in cui ha una partita e tenendo un microinfusore all'altezza dell'addome quando non gioca per regolare la glicemia.

### Record personali
| Punti | 3 punti segnati | rimbalzi offensivi | rimbalzi difensivi | rimbalzi totali | assist     | palle recuperate | stoppate | minuti giocati |
| 30    | 4(2 volte)      | 4                  | 6                  | 7(4 volte)      | 7(2 volte) | 3                | 1        | 48             |

## Statistiche

### College
| Anno      | Squadra          | PG | PT | MP   | TC%  | 3P%  | TL%  | RP  | AP  | PRP | SP  | PP   |
| --------- | ---------------- | -- | -- | ---- | ---- | ---- | ---- | --- | --- | --- | --- | ---- |
| 2003-2004 | Gonzaga Bulldogs | 31 | 1  | 20,8 | 53,1 | 30,4 | 72,6 | 4,3 | 1,4 | 0,4 | 0,3 | 11,4 |
| 2004-2005 | Gonzaga Bulldogs | 31 | 29 | 34,2 | 49,8 | 31,1 | 75,8 | 5,5 | 2,8 | 0,6 | 0,5 | 19,0 |
| 2005-2006 | Gonzaga Bulldogs | 33 | 32 | 36,5 | 49,6 | 42,8 | 77,2 | 5,5 | 1,7 | 1,1 | 0,3 | 28,1 |
| Carriera  | Carriera         | 95 | 62 | 30,6 | 50,3 | 36,8 | 76,1 | 5,1 | 2,0 | 0,7 | 0,4 | 19,7 |

### NBA

#### Regular Season
| Anno       | Squadra           | PG  | PT | MP   | TC%  | 3P%  | TL%  | RP  | AP  | PRP | SP  | PP   |
| ---------- | ----------------- | --- | -- | ---- | ---- | ---- | ---- | --- | --- | --- | --- | ---- |
| 2006-2007  | Charlotte Bobcats | 78  | 23 | 29,8 | 37,6 | 33,7 | 71,0 | 2,9 | 2,1 | 0,4 | 0,1 | 11,8 |
| 2008-2009† | Charlotte Bobcats | 44  | 5  | 15,2 | 36,0 | 33,7 | 76,2 | 1,6 | 0,9 | 0,2 | 0,1 | 4,5  |
| 2008-2009† | L.A. Lakers       | 8   | 0  | 5,5  | 33,3 | 25,0 | 50,0 | 1,0 | 0,4 | 0,0 | 0,0 | 1,3  |
| 2009-2010† | L.A. Lakers       | 31  | 0  | 7,8  | 37,6 | 23,8 | 62,5 | 1,0 | 0,6 | 0,1 | 0,1 | 2,4  |
| Carriera   | Carriera          | 161 | 28 | 20,4 | 37,3 | 33,1 | 71,0 | 2,1 | 1,4 | 0,2 | 0,1 | 7,5  |

#### Playoffs
| Anno     | Squadra     | PG | PT | MP  | TC%  | 3P% | TL% | RP  | AP  | PRP | SP  | PP  |
| -------- | ----------- | -- | -- | --- | ---- | --- | --- | --- | --- | --- | --- | --- |
| 2010†    | L.A. Lakers | 2  | 0  | 6,5 | 44,4 | 0,0 | -   | 2,5 | 0,5 | 0,0 | 0,0 | 4,0 |
| Carriera | Carriera    | 2  | 0  | 6,5 | 44,4 | 0,0 | -   | 2,5 | 0,5 | 0,0 | 0,0 | 4,0 |

## Palmarès

### Squadra
- Campionato NBA: 2

Los Angeles Lakers: 2009, 2010
- Coppa di Turchia: 1

Beşiktaş: 2011-2012

### Individuale
- NCAA AP All-America First Team (2006)
- NBA All-Rookie Second Team (2007)

## Vita privata
Figlio di John e Wanda Morrison ha anche due sorelle, Sara e Brandie. Il padre John è stato un discreto allenatore di basket in piccole squadre universitarie, ritiratosi quando Adam era poco più che un bambino.